# Louis Aragon
Louis Aragon (3. října 1897 – 24. prosince 1982, vlastním jménem: Louis Andrieux) byl francouzský spisovatel. Původně vystudoval medicínu, za studií se seznámil s André Bretonem, který měl velký vliv na první etapu jeho tvorby, zejména básnické. V roce 1928 se rozešel se skupinou surrealistů, oprostil se od jejich poetiky a inspirace sny. Záhy nato vstoupil do Komunistické strany Francie. V roce 1930 navštívil SSSR, kde se seznámil s Vladimirem Majakovským a jeho švagrovou Elsou Trioletovou, která se posléze stala jeho ženou. V průběhu druhé světové války byl představitelem tzv. odbojové poezie. V poválečných letech byl významnou postavou francouzské Komunistické strany (četné cesty do SSSR a zemí východního bloku, roku 1962 mu byl na Karlově univerzitě v Praze udělen čestný doktorát). Po okupaci Československa v roce 1968 se ovšem od komunistické ideologie poněkud odklonil, nikdy ale neopustil levicovou orientaci.

## Život
Syn Louise Andrieuxe (policejní prefekt a bývalý senátor Folcalquieru) a Marguerite Toucasové se stal v roce 1924, potom co se zúčastnil hnutí dadaismu jedním ze zakladatelů surrealismu společně s André Bretonem, Paulem Éluaredem a Philippem Soupaultem. Následovně vstupuje s Bretonem a Eluardem do Francouzské komunistické strany. Z některých jeho textů zaznívá souhlas se stalinovským a bolševistickým terorem organizovaným Sovětským svazem, jak je tomu například v Vive le Guépéou (Guépéou) ze sbírky Persécuté persécuteur z roku 1931. Kritickým vůči Sovětskému svazu se stává Aragon až po Stalinově smrti a pozdějším odhalení jeho zločinů Nikitou Chruščovem.

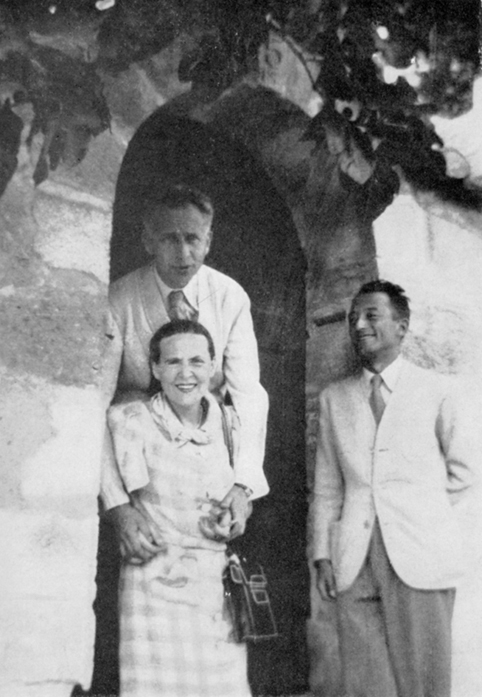
Francouzský básník Pierre Seghers s Louisem Aragonem a jeho manželkou Elsou (1941)

Ve čtyřicátých letech je autorova básnická tvorba inspirována Elsou Trioletovou, Aragonovou ženou, spisovatelkou a mimo jiné také švagrovou Vladimira Majakovského. Literární dílo Louise Aragona v sobě nese autorovu skrytou ránu způsobenou odmítnutím Louise Andrieuxe uznat mladého básníka za svého pravého syna. Aragonova matka, Marguerite Toucasová, aby zachovala čest rodiny a svého milence, vydává malého Louise za svého adoptivního syna a Andrieuxe za jeho kmotra. Autor odkrývá tuto životní trýzeň ve své básnické sbírce Domaine Privé.
Během druhé světové války žádá Aragon odhodlaně spolu s Robertem Desnosem, Paulem Éluardem, Jeanem Prévostem, Jean-Pierrem Rosanyem a jinými komunistickou stranu, aby odolala nacismu. Zde je opět hluboce raněn, tentokrát svým přítelem Pierrem Drieuem La Rochellem, který se po „váhání mezi komunismem a nacismem“rozhoduje pro nacismus. Mezi těmito dvěma přáteli existují tzv. prolnutá díla: Gilles a Aurelien.
Po smrti své ženy v roce 1970 dává Aragon veřejně najevo své homosexuální sklony,, na které poukázal již ve třicátých letech Drieu La Rochelle v Gilles. Roger Nimier ostatně o básníkovi říkával: „Je to jediný muž, který je schopen přijít na sjezd Ústředního výboru Francouzské komunistické strany v růžovém obleku.“
Louis Aragon umírá 24. prosince 1982, v přítomnosti svého přítele Jeana Ristata. Je pohřben v parku Moulin de Villeneuve v Saint-Arnoult-en-Yvelines, vedle své zesnulé ženy Elsy Trioletové.

## Aragon, novinář

### L'Humanité(Lidskost)
V roce 1927 vstupuje Louis Aragon do Francouzské komunistické strany. Oproti většině svých přátel-surrealistů, kteří v následujících letech z komunistické strany vystoupí (někteří do ní později opět vstoupí, např. Paul Éluard), zůstává Aragon straně věrný až do své smrti. Ze všech jeho aktivistických činností je to právě žurnalistika, která ho doopravdy dostává do popředí událostí první poloviny 20. století. V roce 1933 začíná psát články na rozmanitá témata do časopisu L'Humanité.

### ČasopisCommune(Komuna) (1933–1939)

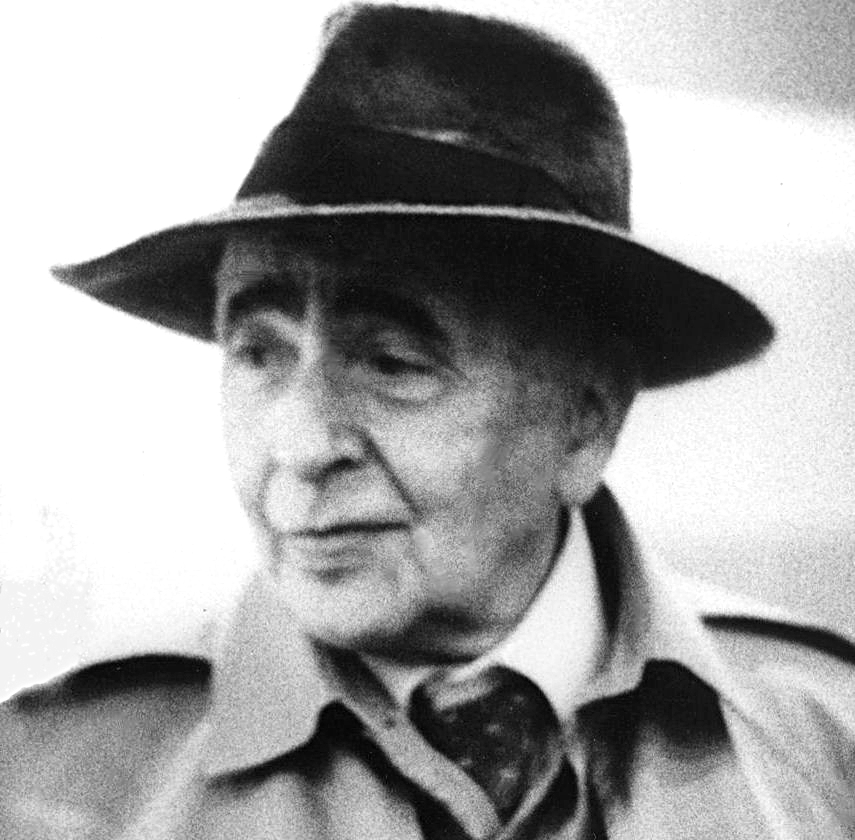
Louis Aragon (1981)

V červenci toho samého roku (1933) se Aragon stává spolu s Paulem Nizanem tajemník redakce časopisu Commune, vydávaného Association des écrivains et artistes revolutionnaires (Spolek revolučních spisovatelů a umělců). Cílem tohoto spolku bylo sjednotit co nejvíce osobností ze světa kultury a umění a zapojit je do boje proti fašismu a nacismu. Počínaje lednem 1937 připadá Aragonovi místo v řídící komisi Commune, po boku Andrého Gida, Romaina Rollanda či Paula Vaillanta-Couturiera. Od té doby se Commune vydává za "francouzský literární časopis, bránící kulturu". V srpnu 1937 opouští redakci Gide, na podzim roku 1937 umírá Vaillant-Couturier, Romain Rolland pomalu stárne, a tak je na Louisovi Aragonovi, aby zastával pozici výkonného ředitele Commune. V prosinci 1938 přijímá jako šéfredaktora mladého novináře Jacquese Decoura. Pod Aragonovým vedením sehrála Commune hlavní roli při mobilizaci intelektuálů na obranu španělské republiky.

### ŘeditelCe soir(Dnes večer) v letech 1937–1939
V březnu 1937 povolává Strana Aragona, aby řídil redakci večerníku Ce soir, který sama vydává. O vedení redakce tohoto večerníku, který se snaží konkurovat Paris-Soir, se stará společně s Jeanem-Richardem Blochem. Aragon je tak v literární oblasti velmi činný, jelikož kromě vedení redakce Ce soir, přispívá do časopisu Commune a přitom ještě píše své romány. Roku 1939 je Ce soir zakázán a začíná se vydávat až po Osvobození. Aragon a Jean-Richard Bloch se opět ujímají vedení redakce. Po Blochove smrti řídí večerník Aragon sám. Časopis, do kterého psal mimo jiné i Emile Danoën, zaniká v roce 1953.

### Les lettres françaises(Francouzské listy) (1953–1972)
Jako ředitel literárního týdeníku Les lettres françaises, vydávaného Odbojem a vlastněného Komunistickou stranou, se Aragon po pozastavení Ce soir stává vlastníkem finančně a politicky nezávislých novin. S podporou šéfredaktora Pierra Daixe se tyto noviny pouštějí počátkem šedesátých let do čím dál více otevřenějšího boje proti stalinismu a jeho následkům v zemích východního bloku. Při této příležitosti se Aragon setkává s autory jako Alexander Solženicyn či Milan Kundera. Potom, co deník odsoudí vstup sovětských tanků do Prahy v roce 1968, jsou vztahy se Sovětským svazem a se zeměmi východního bloku naprosto přerušeny. Redakce časopisu Les lettres françaises se dostává do finančních potíží. Neobdržejíce od Komunistické strany žádnou finanční podporu, přestává redakce v roce 1972 časopis vydávat. V roce 1972 ukončuje svou novinářskou dráhu i sám Louis Aragon.

## Angažovaný intelektuál

### V surrealistických počátcích
Po prožití děsivých událostí během První světové války, se Aragon, ještě než se stane militantním komunistou, přidává k hnutí surrealismu. Jeho přilnutí k tomuto novému směru může být vysvětleno jako projev revolty vůči společnosti, která ho kvůli svým charakterovým vadám a svým nespravedlnostem nemůže přijmout.

### Oddaná věrnost stalinismu
Mezi svými přáteli z roku 1920, kteří jsou členy Komunistické strany i v roce 1927, je Aragon jediný kdo ve Francouzské komunistické straně zůstává nastálo: André Breton a Paul Élouard opouští stranu na začátku třicátých let (Paul Élouard do ní však znovu vstupuje, prostřednictvím Aragona, v letech Odboje). Vracejíce se ze Sovětského svazu v roce 1931 vydává militantí a provokativní báseň Front rouge, ke které později, v sedmdesátých letech, dodává toto: „Ce poème que je déteste“ (Nesnáším tuto báseň).
Politický obrat v roce 1934, politika spojenců, lidová fronta a obrana francouzské kultury mu umožňují zhostit se úkolů a povinností, díky kterým se začíná rozvíjet. Titul intelektuála, který mu je přiřknut, není však úplně bez šrámů. V roce 1935, během Congrès mondial des écrivains pour la défense de la culture (Světový kongres spisovatelů za obranu kultury) není mezi těmi kteří vznesou pochyby vůči socialistickému sovětskému režimu, přestože je informován o teroru panujícím v Sovětském svazu. Staví se proti svému starému příteli André Bretonovi, který chce sjednotit kongresní komisi aby bránila vězněného Victora Serge. Co víc, v roce 1935, vychvaluje Aragon sovětský systém koncentračních táborů – gulagů.
V jeho nezničitelném optimismu a naivitě se po 20. Sjezdu Komunistické strany Sovětského svazu začínají objevovat trhliny. Dosvědčuje to i Aragonova dlouhá báseň Le Roman inachevé z roku 1956. Avšak rok 1934 je optimistickou érou pro francouzské komunisty: Odmítají sektářství Komunistické strany z dvacátých let a spojují se se středními vrstvami francouzské společnosti, aby vytvořili silnou opoziční frontu proti evropským fašistům, kteří pomalu začínají zapouštět kořeny.

## Odboj
V srpnu 1939, v den podepsání německo-sovětského paktu vychvaluje Aragon v komunistickém deníku, jehož je šéfredaktorem, Stalinovo rozhodnutí. Vyzývá Anglii a Francii, aby podepsali spojenectví se Sovětským svazem. Po vydání tohoto článku je novinářská činnost komunistické strany zakázána a samotná strana postavena mimo zákon. Několik komunistických vůdců je zatčeno. Aragon se ukrývá po několik dnů na čilské ambasádě, kde je schován svým přítelem Pablem Nerudou. Po zářijovém útoku německých nacistů na Polsko, v období nazvané také Podivná válka je povolán na frontu jako lékařský asistent.
Na východní frontě (otevřené v květnu 1940), kde francouzská armáda utrží porážku, dokazuje Aragon svou statečnost, za což je oceněn Červeným křížem a získává také ocenění Médaille militaire (Vojenská medaile). Z tohoto válečného období pochází velká část básní ve sbírce Les yeux d’Elsa vydané v roce 1942. Poté se Aragon dostává do Svobodné zóny, kde pokračuje ve psaní básní které tvoří druhou část této sbírky. Angažuje se – ať už jako autor nebo jako ilegální organizátor – v Odboji intelektuálů. Jeho básnické dílo je použito k podpoře vlastenectví, zejména sbírka Contribution au cycle de Gabriel Péri, kde oslavuje svou rodnou zem, Gabriela Périho a Honoré s´Estienne d'Orvese. S Elsou Trioletovou přispívají k založení Comité national des écrivains (Národní výbor spisovatelů) v jižní zóně.
V roce 1955 skládá Strophes pour se souvenir, báseň na oslavu zahraničního odboje. Mezi francouzskými partyzány a střelci (MOI) vychvaluje zejména skupinu Manouchian jejíž odsouzení bylo publikováno v Affiche rouge (Červeném plakátu).

### Komunistický intelektuál
Po Osvobození, díky vlivu který získal v Odboji, získává Louis Aragon status komunistického intelektuála, obránce politické linie. A tak se v Comité national des écrivains ujímá očisty v literárních kruzích, ve svých potřebách a ve svých výstřednostech. Je vyzván k tomu, aby obhájil odsouzení Titova režimu v Jugoslávii sověty, a vychválil vůdce té doby, především Maurice Thoreze.
V roce 1950 je Louis Aragon na Thorezovu žádost zvolen do ústředního výboru Francouzské komunistické strany. Díky této funkci se účastní různých ideologických debat, kterými je jeho strana po Stalinově smrti a zejména pak po 20. Sjezdu Výboru Komunistické strany Sovětského svazu v roce 1956 zahrnuta. Díky své významné pozici uvnitř strany se těžko vyhýbá útokům. A tak, když v roce 1953 les Lettres francaises (Francouzské listy) publikují Picassovu kresbu vytvořenou u příležitosti Stalinovy smrti, je nucen veřejně se omluvit před kritiky, kteří tento portrét posuzují. V následujících letech, potom co ho Elsa Trioletová informuje o Stalinově stíhání, se jeho postoj mění. Přesto však raději mlčí než aby řekl něco špatného na adresu Strany. Jeho deník se vyhýbá otázkám o stalinismu. V roce 1956 nezaujme žádný postoj vůči „Chruščovovu raportu“, mlčí o tom, co se stalo v Polsku, stejně jako o stíhání povstalců v Budapešti. Svým mlčením souhlasí s oficiálním tvrzením své strany, podle kterého se prý vzbouřila jen maďarská aristokracie a buržoazie, která pak byla následovně potlačena dělníky podporovanými Rudou armádou. Tyto události vyvolají mimo jiné také rozpad Comité national des écrivains, kterou opouští Vercors. Ve svém díle Roman inachevé, které můžeme považovat za autorovu veršovanou autobiografii, zaznamenává Aragon téhož roku osobní krizi způsobenou odhaleními stalinovského režimu a politickými deziluzemi.
„Tisíc devět set padesát šest jako dýka na mých víčkách“.
Avšak postupem času, po odhalení zločinů politických režimů v Sovětském svazu a Východní Evropě, dospívá Aragon k odsouzení autoritářských praktik sovětského komunismu. Ve svém deníku dává prostor disidentům, odsuzuje proces proti intelektuálům, zejména proces v roce 1966 se spisovateli Siniavskym a Danielem. V květnu 1968 projevuje vroucí sympatie studentskému hnutí. Poté sleduje v srpnu toho roku vpád sovětských vojsk do Československa, který ukončil pražské jaro. V této době píše Aragon předmluvu k románu Milana Kundery La Plesanterie (Žert). Hněv, který se ho při tom zmocní, ho přiměje k napsání následujícího textu:
„A tak jsme uprostřed noci, z rádiového přijímače, uslyšeli odsouzení našich věčných iluzí...“
Přesto, umírající v roce 1982, zůstává stále členem Ústředního výboru Francouzské komunistické strany.
V roce 1956 se stává Louis Aragon laureátem Leninovy ceny za mír.

### Romanopisec a básník
Louis Aragon se vyznačuje svou rozsáhlou básnickou tvorbou, ve které se próza prolíná s tradičními básnickými formami, kterým tak autor dává novou podobu. Jeho počáteční poezie je ovlivněna surrealismem a je tak charakteristická volným stylem a hrou s jazykem. Později však Aragon, inspirovaný Guillaumem Apollinairem, přistupuje ke klasičtějším formám básně (rýmy, básnické metrum), aby lépe vyjádřil situaci Francie (a odboje) v době Druhé světové války. Po válce ztrácí jeho básně politický tón a naopak zesiluje jejich lyričnost. Aniž by kdy popřel tento návrat ke klasické poezii, vkládá do ní postupně víc a víc volných forem, čímž se opět přibližuje k surrealismu svých básnických počátků. Aragon sám tvrdí, že nikdy doopravdy ve své tvorbě od surrealismu neupustil.
V Aragonových románech se odráží rysy literární tvorby jeho století, surrealistického románu, realistického románu a poté také nového románu. Nikdy nezapřel svou touhu po psaní románů, i přes nedůvěru svých přátel-surrealistů (pro které bylo napsaní románové fráze jako Markýza vyšla v pět hodin popřením jejich literárního ideálu, jelikož šlo o povrchní vyjadřování). Kromě surrealistů, to byli i komunisté, kteří chtěli po Aragonovi namísto psaní románů aby i nadále pěl ódy na Stranu (Aragon přísahal, že pozastaví vydání románu Les Communistes (Komunisté), když mu velký počet komunistických aktivistů dalo najevo, že jsou velmi spokojeni s tím, že dělá, co je od něj očekáváno). V neposlední řadě se proti jeho románové tvorbě postavili i kritikové (především pravicoví), kteří ho měli hlavně za komunistu nežli za spisovatele – skutečnost která ho rmoutila.
A tak jeden z nejvýznamnějších básníků 20. století draze zaplatil za svojí politickou angažovanost, která však není schopna zakrýt jeho vliv a přední postavení v současné francouzské literatuře. Některé z jeho textů byly zpopularizovány několika zpěváky a skladateli, kteří nepřímo souhlasili s jeho politickými postoji jako Léo Ferré, Georges Brassens, Marc Ogeret, Jean Ferrat, a jiní.

## Dílo
Počátky jeho tvorby jsou ovlivněny surrealismem, pozdější tvorba je ovlivněna socialistickým realismem.
- Plameny radosti (Feu de joie, 1920) – první básnická sbírka, soubor veršů, které publikoval před I. světovou válkou a v průběhu války.
- Anicet neboli Panorama (Anicet ou le Panorama, 1921) – první román, ovlivněn poetikou surrealismu.
- Irena (1928) – Maldororovy zpěvy pornografie – skandální surrealistický text, který vyšel anonymně poprvé v roce 1928 a k jehož autorství se Aragon přiznal až nedlouho před smrtí. Doplněno Pauvertovou předmluvou a Mandriarguesovou poznámkou k vydání z roku 1968. S původními ilustracemi André Massona.

Ve válečném a poválečném období vydal několik básnických sbírek, převážně milostného rázu:
Elsiny oči (Les Yeux d'Elsa, 1942), Voskové panoptikum (Le Musée Grévin, 1943), Elsa (1959, č. 1961), Posedlý Elsou (Le Fou d'Elsa, 1963), Není pro mě Paříž bez Elsy (Il ne m'est Paris qu'Elsa, 1964)
V druhé etapě tvorby, kdy se rozešel se surrealismem, vytvořil románový cyklus Skutečný svět(Le Monde réel), který souhlasí s koncepcí tzv. socialistického realismu. Tento cyklus tvoří romány:
- Basilejské zvony (Les Cloches de Bâle, 1934, č. 1935, 1960)
- Krásné čtvrti (Les Beaux quartiers, 1936, č. 1961)
- Cestující z imperiálu (Les Voyageurs de l'impériale, 1942, přepr. 1947, č. 1962)
- Aurelián (Aurelien, 1944, č. 1958, 1980, 1998) – čtvrtý román cyklu je považován za umělecky nejzdařilejší a také je nejznámějším autorovým dílem. Zčásti autobiografický román je příběhem lásky odehrávající se v Paříži v meziválečné době.
- Komunisté (Les Communistes, 1949–51, přepr. 1967, č. 1953–1954) – poslední část cyklu zobrazující francouzskou společnost v nesnadných letech počátku II. světové války.
- Velikonoční týden (La Semaine sainte, 1958, č. 1965) – vrcholné románové dílo, ve kterém se snaží podat svůj koncept historie.
- Blanche aneb Zapomnění (Blanche ou l'Oubli, 1967, č. 1990) – pozdní román, v němž se odklání od socialistického realismu a naopak využívá některé vypravěčské postupy tzv. nového románu.